# Tannay British Cemetery
Tannay British Cemetery is een Britse militaire begraafplaats gelegen in de Franse gemeente Tienen in het Noorderdepartement. De begraafplaats ligt ruim 2,5 km ten zuidoosten van het centrum van Tienen, bij het gehucht Tannay nabij de weg naar Haverskerke. De begraafplaats werd ontworpen door Herbert Baker en wordt onderhouden door de Commonwealth War Graves Commission. Ze heeft ongeveer een L-vormig grondplan en wordt omgeven door een coniferen haag. Aan de oostzijde staat het Cross of Sacrifice.
Er worden 363 doden uit de Eerste Wereldoorlog en 18 uit de Tweede Wereldoorlog herdacht.

## Geschiedenis
De plaats lag het grootste deel van de oorlog op een afstand achter het front in geallieerd gebied. Tijdens het Duitse lenteoffensief van 1918 kwam het front echter dichterbij te liggen en werd er in de omgeving gestreden. De eerste dode werd hier in april 1918 begraven en dit ging door tot augustus van dat jaar. Er liggen 362 Britten en 1 Canadees uit de Eerste Wereldoorlog begraven.
Ook in de Tweede Wereldoorlog werd in de buurt gevochten en werd de begraafplaats gebruikt voor het begraven van slachtoffers die gevallen waren tijdens de Britse terugtrekking naar Duinkerke in mei 1940. Van de 18 doden uit de Tweede Wereldoorlog zijn er drie niet geïdentificeerde.

## Graven

### Onderscheiden militairen
- onderluitenant E. Owens, sergeant Ernest Stewart Grice en korporaal James Flynn werden onderscheiden met de Distinguished Conduct Medal (DCM).
- sergeant Harold Lee werd onderscheiden met de Meritorious Service Medal (MSM).
- de sergeanten Ernest Flynn en Joseph Howe, korporaal S.J. Sears en de soldaten Charles Peter Dykes, W. Fry, John Tinlin, George Powell en Alfred Barham Johnson ontvingen de Military Medal (MM).

### Aliassen
- korporaal Thomas Allcock diende onder het alias T. Harrison bij het Cheshire Regiment.
- soldaat Edward Charlton Winter diende onder het alias Edward Charlton bij de Northumberland Fusiliers.